# Bezděkov (Třemešné)
Bezděkov (deutsch Pössigkau) ist ein Gemeindeteil von Třemešné (Zemschen) im westböhmischen Okres Tachov (Bezirk Tachau) in Tschechien.

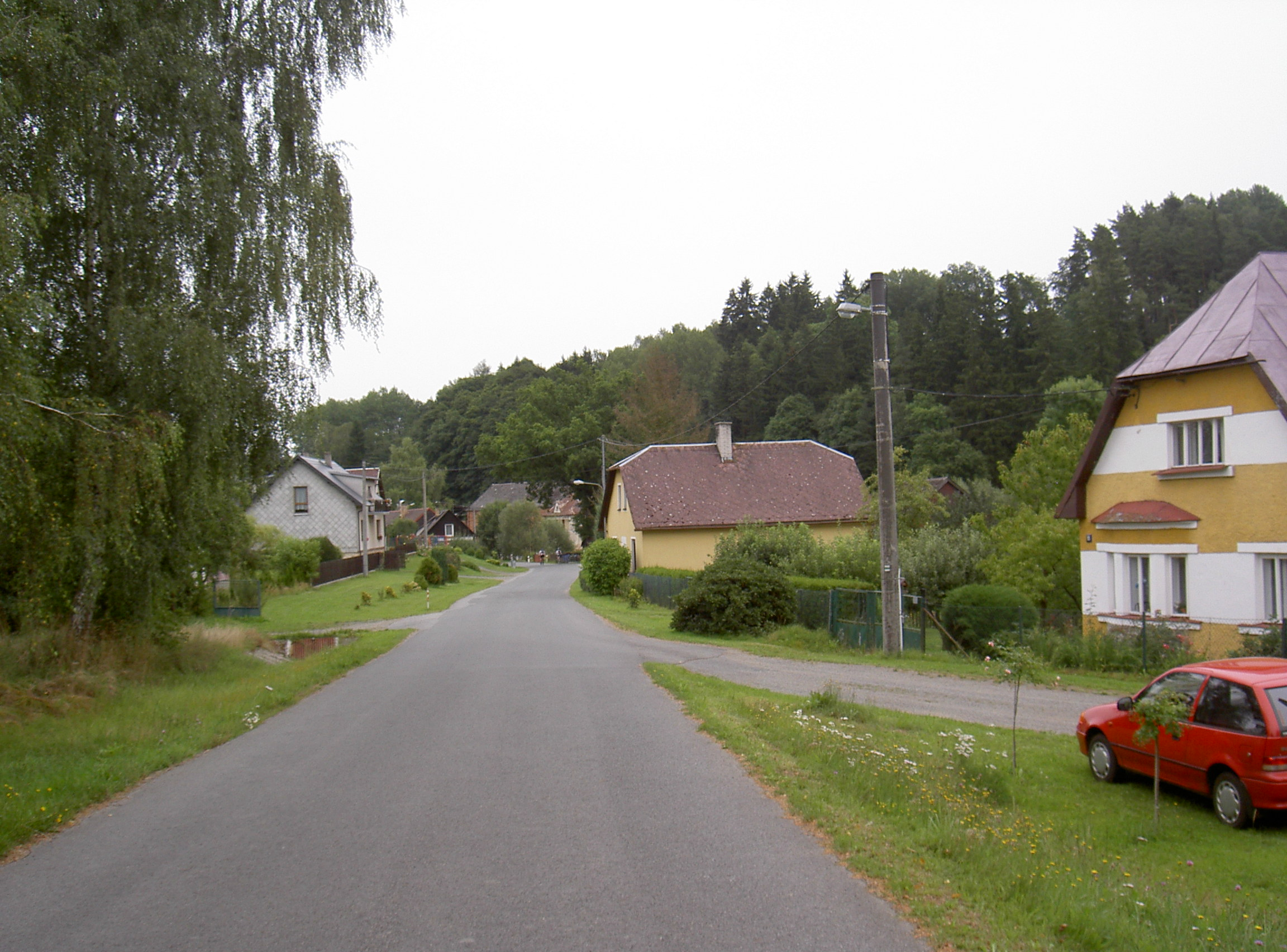
Bezděkov (Třemešné)

## Geografische Lage
Bezděkov (Pössigau) befindet sich am Südrand der Ortschaft Třemešné (Zemschen) im Tal des Bezděkovský potok (Pössigauer Bach). Es liegt an der Eisenbahnlinie Domažlice (Taus) – Bor (Haid)  – Planá u Mariánských Lázní (Plan / Marienbad), hat aber selbst keinen Bahnhof. Der nächste Bahnhof ist Třemešné (Zemschen), etwa einen Kilometer nördlich von Bezděkov (Pössigau).

## Geschichte
Schon 1436 wurde Bezděkov (auch: Bozukhau, Botzikhau) als eines der ursprünglichen Chodendörfer erwähnt. Es gehörte zu den zwölf Pfraumberger Altdörfern des Chodengaues deren besondere Privilegien bis auf das 12. Jahrhundert zurückgingen. Diese Privilegien wurden von den Choden in einem Prozess von 1567 bis 1590 gegen die Schwanberger verteidigt. Der Prozess endete damit, dass Kaiser Rudolf II. 1596 Bezděkov (Pössigau) an Burghard Merklinsky von Bernartice (Pernatitz) verkaufte. Von diesem wurde es zwei Jahre später an die Hostauer Herrschaft verkauft und gelangte mit dieser 1656 in den Besitz von Matthias von Trauttmansdorff.
Aus dem 16. Jahrhundert stammt die Eindeutschung des ursprünglich tschechischen Ortsnamens Bezděkov in Pössigkau. Charakteristisch für diese Zeit war die Umwandlung der Endsilbe -ov in deutsch -au.
In der Steuerrolle des Jahres 1656 wurde Bezděkov (Pössigkau, auch: Pesikau) mit 13 Chalupnern, 7 Gärtnern, 3 Neusiedlern, 3 öden Anwesen, 41 Gespannen, 26 Kühen, 54 Stück Jungvieh, 52 Schafen und 82 Schweinen aufgeführt.
Bezděkov (Pössigau) gehörte zuerst zur Pfarrei Újezd Svatého Kříže (Heiligenkreuz) und wurde 1786 nach Bělá nad Radbuzou (Weißensulz) eingepfarrt. 1815 wurde es nach Dubec (Tutz) eingepfarrt. Die Kinder von Bezděkov (Pössigau) gingen ab 1784 in die Volksschule in Dubec (Tutz). 1835 errichteten Bezděkov (Pössigau) und Třemešné (Zemschen) eine gemeinsame Volksschule, die 1848 zweiklassig war und ab 1913 dreiklassig.
Ende des 19. Jahrhunderts gab es in Bezděkov (Pössigau) 16 Bauern, 14 Chalupner, 28 Häusler mit Landwirtschaft, 30 Häusler ohne Landwirtschaft, 3 Gastwirtschaften, 4 Mühlen, 11 Maurer, 3 Zimmerleute, 4 Holzschläger, einen Schuhmacher, einen Schneider, einen Tischler und einen Fuhrmann. 1930 hatte der Ort 87 Häuser, in denen 405 Deutsche, 10 Tschechen und 3 Ausländer lebten.
Bezděkov (Pössigau) gehörte bis zum Ende des Ersten Weltkriegs 1918 zum Königreich Böhmen als Teil Österreich-Ungarns. Nach dem Zerfall der Doppelmonarchie gehörte es zur Tschechoslowakei. Im Münchner Abkommen wurde der Ort dem Deutschen Reich zugeschlagen und gehörte bis 1945 zum Landkreis Bischofteinitz im sogenannten Sudetenland.
Nach dem II. Weltkrieg begann, auf der Basis der Beneš-Dekrete, die Vertreibung der deutschen Einwohner parallel dazu wurde der Ort von Menschen aus anderen Landesteilen neu besiedelt.